# شبح اپرا (فیلم ۱۹۲۵)
شبح اپرا (انگلیسی: The Phantom of the Opera) یک فیلم صامت ترسناک سیاه‌وسفید به کارگردانی «روپرت جولیان»، «ادوارد سجویک» «لان چینی»، و «ارنست لامله» است که در سال ۱۹۲۵ منتشر شد. نام سه نفرِ آخر، در عنوان‌بندی فیلم نیامده است.
فیلمنامهٔ اولیهٔ این فیلم توسط «الیوت جی. کلاوسون»، «ریموند ال. شراک» و «تام رید»، بر پایهٔ رمان مشهورِ «شبح اپرا» اثر «گاستون لورو» نگاشته شده‌است و «لان چینی» در آن نقش شبحی را ایفا می‌نماید که در کاخ گارنیه حضور دارد و برای آنکه معشوقه‌اش را مبدل به ستارهٔ اپرا و تئاتر کند، دست به هرکاری، از جمله تهدید، ارعاب و قتل می‌زند. در این فیلم همچنین، «نورمن کری»، «ماری فیلبین»، «آرتور ادموند کِی‌روی»، «گیبسون گولند»، «جان سنت‌پولیس» و «اسنیتز ادواردز» هنرنمایی می‌کنند. آخرین هنرپیشه بازماندهٔ این فیلم که در سال ۲۰۱۴ درگذشت، «کارلا لملی» (دختر کارل لملی) بود که هنگام ساخت فیلم و ایفای نقش «پریما بالرینا»، نزدیک به ۱۵ سال سن داشت.
شهرت فیلم به دلیل چهره‌پردازی دهشتناک و ابداعیِ «لان چینی» بر روی صورت خودش بود که تا زمان اکران عمومی فیلم، به صورت یک راز، مخفی نگاه داشته شد.

## خلاصه داستان
فیلم با صحنه‌هایی از نمایش «اپرای فاوست» اثر «شارل گونو» آغاز می‌شود. «کُنت فیلیپ دو شانی» (با بازی جان سن‌پالیس) و برادرش «ویکنت رائول دو شانی» (با بازی نورمن کری) در میان تماشاگران حضور دارند. رائول فقط به این دلیل به اپرا می‌آید تا اجرا و صدای هنرپیشهٔ مورد علاقه و معشوقه‌اش، «کریستین دائه» (با بازی ماری فیلبین) را ببیند و بشنود. «کریستین» مدتی است که به‌طور غیرمنتظره‌ای، در حرفهٔ بازیگری‌اش پیشرفتی چشمگیر داشته و از یک خواننده معمولی کُر به خواننده ذخیرهٔ «پریما دونا» (خواننده اصلی و برجسته زن در اپرا یا کنسرت) مبدل گشته‌است. سرانجام در یک موقعیت مناسب، رائول به پشت‌صحنه و اتاق آرایش کریستین رفته و ضمن ابراز علاقه، از او می‌خواهد دست از شغل فعلی‌اش بردارد و با او ازدواج کند. کریستین اما، اجازه نمی‌دهد که احساسات و روابط شخصی، سدی در مقابل حرفهٔ هنری‌اش باشد و این پیشنهادِ عجولانه را، رد می‌کند.

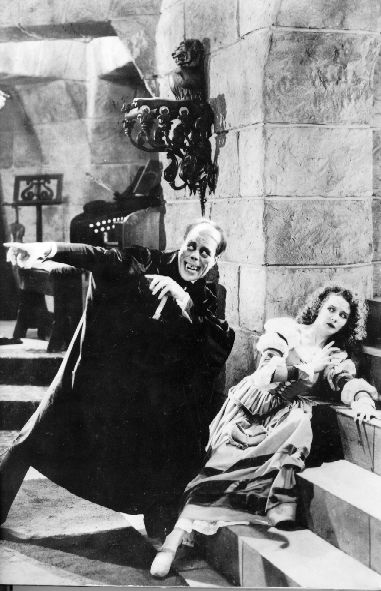
اریک (شبح) (لان چینی) و کریستین دائه (ماری فیلبین) در نمایی از فیلم

دراوج موفقیت این سالن نمایش، خبر می‌رسد که مدیران آن، خود را بازنشسته کرده و مالکیت سالن اپرا را به افراد دیگری واگذار کرده‌اند. آنان به گروه مدیریت جدید گوشزد می‌کنند که در این سالن نمایش یک «شبح» زندگی می‌کند که همواره باید درخواست‌هایش را اجابت نمود؛ از جمله آنکه «جایگاه ویژه ۵» در سالن نمایش، مخصوص این «شبح» است و نباید به تماشاگران دیگری داده شود. گروه مدیریت جدید که فکر می‌کنند این ماجرا یک شوخی است، به آن می‌خندند و آن را جدی نمی‌گیرند.
مسئله دیگر، حضور یک مرد مرموز است. پس از هر نمایش، دخترانی که در گروه رقص باله هستند از حضور مردی مرموز با فینه (با بازی آرتور ادموند کِی‌رو) شکایت دارند که همواره در زیرزمین‌های سالن نمایش دیده می‌شود و در این باره صحبت و تبادل نظر می‌کنند. آن‌ها شک دارند که آیا این مرد مرموز همان «شبح» است یا خیر و به همین دلیل برآن می‌شوند تا این موضوع را از یکی از کارگرانِ پشت صحنه به نام «ژوزف بوکه» پرس‌وجو کنند که تنها شخصی است که صورت «شبح» را شخصاً دیده‌است. «ژوزف» تصویر هولناکی از چهرهٔ یک اسکلت متحرک را برای دختران شرح می‌دهد و در این اثنا، سایه یک شخص مرموز بر دیوار ظاهر می‌شود. این شوخیِ یکی از کارگران صحنه به نام «فلورین پاپیون» (با بازی اسنیتز ادواردز) چندان به مذاقِ «سیمون» (با بازی گیبسون گولاند) که برادر ژوزف است خوش نمی‌آید و به‌دنبال فلورین که حالا از اتاق بیرون زده، می‌دود.
در این هنگام، بانوی اول آواز اپرا «مادام کارلوتا» (با بازی ویرجینیا پیرسون) با عصبانیت به اتاق مدیر سالن نمایش رفته و نامه‌ای را به او نشان می‌دهد که در آن، «شبح» از او خواسته تا کریستین به جای او (در نقش «مارگاریت») در نمایش شب آینده، خوانندگی کند، وگرنه عواقب سختی در انتظارش خواهد بود. در این حین، «کریستین» در اتاقش به صدای یک «شبح» گوش می‌دهد که به او می‌گوید، چهارشنبه شب، او در نقش «مارگاریت» خوانندگی خواهد کرد و فقط و فقط باید به فکر نقش خود و رهنمودهای استادش باشد. (تماشاگران، این شبح را به صورت سایه‌ای بر روی دیوار پشتی اتاق می‌بینند)
فردای آن روز، در یک باغ در نزدیکی محل سالن اپرا، «رائول»، «کریستین» را ملاقات کرده و به او می‌گوید در مورد پیشنهادش بیشتر فکر کند. «کریستین» در آنجا به رائول اعتراف می‌کند که مدتهاست تحت تعلیم و آموزش یک صدایِ آسمانی است که آن را «روح موسیقی» می‌نامد و دیگر راه بازگشت ندارد و نمی‌تواند دست از حرفه اش بردارد. «رائول» که فکر می‌کند کریستین او را دست انداخته، به او می‌گوید شاید کسی دارد سربه‌سر او می‌گذارد و پس از کمی گفتگو، با عصبانیت، باغ را ترک می‌کند.
شب چهارشنبه، «کارلوتا» اطلاع می‌دهد که ناخوش است و «کریستین» ایفای نقش او را در نمایش به عهده می‌گیرد. در خلالِ نمایش، مدیران تصمیم می‌گیرند سری به «جایگاه ویژه شماره ۵» بزنند و ببیند واقعاً چه کسی در آنجاست. خدمتکار این جایگاه، دقیقاً نمی‌داند این مشتری دائمی کیست، چرا که صورتش را هرگز ندیده‌است. وقتی مدیران وارد جایگاه می‌شوند از دیدن یک سایهٔ عجیب و مرموز بر روی صندلی، چنان جا می‌خورند که از وحشت پا به فرار می‌گذارند. سپس در بیرون درب، دوباره سعی می‌کنند خود را جمع و جور کرده و وقتی برای بار دوم به درون اتاقک می‌روند، کسی را نمی‌یابند. در این حین، «کریستین» چنان اجرای زیبایی از خود به نمایش می‌گذارد که با هیجان و تشویق بی اندازهٔ حضار مواجه می‌شود. هنگامی که رائول برای تبریک به اتاق او می‌رود، کریستین وانمود می‌کند که او را نمی‌شناسد، چرا که «شبح» در اتاق حضور دارد بدون آنکه سایرین (که برای تبریک آمده‌اند) قادر باشند صدای او را بشنوند یا او را ببیند. رائول تمام شب را پشت درب اتاق کریستین به انتظار می‌ماند و وقتی همه می‌روند، به آرامی وارد اتاق کریستین می‌شود که ناگهان صدایی را می‌شنود که در حال صحبت با کریستین است: "بزودی این روح، قالب جسمانی خواهد یافت و عشق تو را طلب خواهد کرد!" رائول که در گوشه‌ای، مخفیانه به این صدا گوش می‌دهد، کریستین را می‌بیند که به تنهایی اتاق را ترک می‌کند و وقتی بداخل اتاق می‌رود، کسی را در آنجا نمی‌یابد. چند روز بعد، «کارلوتا» دوباره نامه‌ای تهدیدآمیز دریافت می‌کند مبنی برآنکه، باید نقش اول را به کریستین واگذارد وگرنه از این پس در سالنی نفرین شده، آن‌ها همچون فاوست در لعنت ابدی خواهند زیست.
شب بعد، با وجودِ تهدیدهای «شبح»، «کارلوتا» خودش نقش اول را بازی می‌کند. در آغاز همه چیز به خوبی پیش می‌رود اما کم‌کم نفرینِ «شبح» خود را نشان می‌دهد و در اولین اقدام، لوستر کریستال غول‌پیکر سالن نمایش، به ناگهان بر سر تماشاگران سقوط می‌کند. «کریستین» به سوی اتاقش می‌شتابد و در آنجا صدایی اسرارآمیز او را به خود جلب می‌کند. او یک درب مخفی پشت آینه می‌یابد و از آنجا در سکانسی رؤیاگونه، نیمه‌هوشیار و سوار بر اسب، از یک پلکانی مارپیچ و طولانی به عمق زیرزمین سالن اپرا می‌رود. سپس سوار بر گوندولا، عرض دریاچه‌ای زیرزمینی را می‌پیماید تا به اقامتگاه «شبح» می‌رسد. شبح به پیشواز آمده و می‌گوید که نامش «اریک» است و عاشق اوست. «کریستین» در اینجا غش می‌کند و «اریک» او را در آغوش گرفته و به اتاقی می‌برد که اختصاصاً برای راحتی او مهیا شده‌است. «کریستین» صبح روز بعد از خواب بیدار شده و یادداشتی را در اتاقش می‌یابد که در آن، «اریک» نوشته‌است که او هروقت که دوست داشت می‌تواند بیاد و برود؛ فقط هرگز اجازه ندارد صورتک شبح را برداشته و چهره واقعی او را ببیند. در اتاق دیگر نیز، صدای موسیقی اریک شنیده می‌شود که مشغول نواختن قطعه «دون ژوانِ پیروز» است. حالا دیگر کریستین کنجکاو شده که ببیند که واقعاً چهرهٔ واقعی شبح چگونه است. به همین دلیل به آرامی وارد اتاق «اریک» شده و از پشت به او نزدیک شده و صورتک را از چهره‌اش می‌کشد و اینجاست که صورت زشت و رعب‌آور «اریک» نمایان می‌شود. «اریک» که بسیار خشمگین است، تصمیم می‌گیرد «کریستین» را تا ابد زندانی خود کند و پس از عجز و لابه‌های «کریستین»، به او اجازه می‌دهد فقط یکبار به دنیای واقعی خود بازگردد، به شرط آنکه با «رائول» دیداری نداشته باشد.
«کریستین» که اینک از آن سیاهچال زیرزمینی رهایی یافته، با رائول قرار ملاقاتی در یک مهمانی بالماسکه می‌گذارد. شبح نیز در این مهمانی و با لباس مبدلی به نام «مرگ سرخ» حضور دارد. (عنوان «مرگ سرخ» از نمایشنامه‌ای به همین نام اثر ادگار آلن پو وام گرفته شده‌است) «رائول»، «کریستین» را در مهمانی می‌یابد و هر دو بر بام کاخ گارنیه می‌روند. در آنجا «کریستین» تمام وقایعی را که پس از سقوط لوستر بر سر تماشاگران رخ داده، موبه‌مو برای «رائول» بازگو می‌کند، غافل از آنکه «شبح» بر روی مجسمهٔ آپولون در بالای سر آنان نشسته و به حرفهایشان گوش می‌دهد. «رائول» به «کریستین» می‌گوید قصد دارد پس از اتمام آخرین پردهٔ نمایش، هرچه سریعتر، او را از پاریس دور کرده و به لندن ببرد. سپس این دو عاشق، پشت بام را ترک می‌کنند و در این حال، آن مردی مرموز با فینه به آن‌ها نزدیک می‌شود. او که می‌داند «شبح» در طبقه پائینی منتظر آنان است، آن دو را از درب دیگری خارج می‌کند.
عصر روز بعد «رائول» به اتاق «کریستین» در سالن نمایش می‌رود. «کریستین» می‌گوید صدای شبح را شنیده‌است که به او گفته از نقشه‌شان خبر دارد. «رائول» می‌گوید که کالسکه‌ای را آماده کرده و از «کریستین» می‌خواهد نگران چیزی نباشد و به او اطمینان می‌دهد، خطری آن‌ها را تهدید نمی‌کند.
در این هنگام و در پشت صحنه، «سیمون» جسد برادرش را می‌یابد که از طناب دار آویزان است و با خود عهد می‌کند انتقام او را بگیرد. هنگام اجرای نمایش، ناگهان همه جا تاریک می‌شود و «شبح» در این فرصت «کریستین» را از روی صحنه می‌رباید.
«رائول» به سمت اتاق «کریستین» می‌دود و در آنجا، مردِ فینه به‌سر را می‌بیند که خودش را به «رائول» معرفی کرده و می‌گوید «سربازرس لِدو» نام دارد و یک افسر مخفی ادارهٔ پلیس است که حرکات «شبح» را از هنگامی که از «جزیرهٔ شیطان» (واقع در گویان فرانسه) گریخته‌است، زیر نظر دارد. «سربازرس لِدو» درب مخفی پشت آینه را پیدا می‌کند و به همراه «رائول» واردِ آن دخمهٔ زیرزمینی می‌شوند تا «کریستین» را نجات دهند، اما به جای یافتن اقامتگاه «شبح»، به سیاهچال او می‌افتند که در واقع شکنجه گاه اوست. از طرفی «فیلیپ» (برادر رائول) که نگران اوست و به دنبالش می‌گردد، این راه مخفی را پیدا کرده و سوار بر یک کانو در حال عبور از دریاچهٔ زیرزمینی است. با به صدا درآمدن زنگ‌های هشداردهنده، «شبح» از حضور ناخواندهٔ «فیلیپ» خبردار می‌شود و به سراغ او رفته و او را در دریاچه خفه می‌کند. سپس در راه بازگشت، دو مرد دیگر را در شکنجه گاه خود یافته و با زدن دکمه‌ای، آنان را در معرض حرارت شدید و کشنده‌ای در آن اتاق قرار می‌دهد.
«شبح» به نزد «کریستین» بازگشته و او را در مقابل دو اهرم قرار می‌دهد. یکی از آن‌ها به شکل کژدم است و آن دیگری به شکل ملخ. زدن یکی از این اهرم‌ها موجب «نجات» «رائول» خواهد شد، اما بابتِ آن، کریستین باید با «شبح» ازدواج کند. آن اهرم دیگر، سالن اپرا را منفجر و به کلی معدوم خواهد ساخت. کریستین اهرم کژدم‌شکل را انتخاب می‌کند. شبح می‌گوید با زدن این اهرم، آن‌ها «از حرارت سوزاننده نجات خواهند یافت»، اما به درون آب افتاده و غرق خواهند شد و این در واقع یک حقه بوده‌است و او قول نداده که «جان‌شان را نجات دهد.» «کریستین» به التماس می‌افتد و به «شبح» می‌گوید در ازای نجات جان «رائول»، حاضر است تن به هرکاری بدهد و به ازدواج او درآید. پس از کمی تأمل، شبح دریچه‌ای مخفی را باز می‌کند و «رائول» و «سربازرس لرو» نجات می‌یابند.
در این حین، گروهی از مردم خشمگین به سرکردگی «سیمون»، راه مخفی اقامتگاه «شبح» را یافته‌اند. هنگامی که زنگ‌های هشداردهنده، نزدیک شدن آنان را خبر می‌دهد، «شبح»، «کریستین» را با خود برده و تلاش می‌کند با آن کالسکه‌ای که «رائول» از قبل تهیه دیده بود، فرار کنند. «رائول» موفق می‌شود «کریستین» را از چنگال «شبح» درآورد. مردم خشمگین، «شبح» را تعقیب کرده و سرانجام او را بدام انداخته و می‌کشند و جسدش را به داخلِ رودخانه سن می‌اندازند. در خاتمه، «رائول» و «کریستین» را می‌بینیم که مشغول گذراندن ماه‌عسل در «ویروفِله» (منطقه‌ای در جنوب غربی پاریس) هستند.

## بازیگران

### بازیگران اصلی
- لان چینی - اریک، شبح اپرا
- ماری فیلبین - کریستین دائه
- نورمن کری - ویکنت رائول دو شانی
- آرتور ادموند کرو - سربازرس لِدو
- گیبسون گولند - سیمون بوکه
- جان سن‌پالیس - کُنت فیلیپ دو شانی
- اسنیتز ادواردز - فلورین پاپیون
- مری فابین - کارلوتا (در بازسازی ۱۹۳۰)
- ویرجینیا پیرسون کارلوتا / مادر کارلوتا (در بازسازی ۱۹۳۰)

### نامشان در عنوان‌بندی نیامده
- برنارد سیگل - ژوزف بوکه
- ادوارد مارتیندل - کُنت فیلیپ دو شانی (در بازسازی ۱۹۳۰)
- ژوزف بلمون - مدیر صحنهٔ نمایش
- اکساندر به‌وانی - مفیستوفل
- ادوارد سیسیل - فاوست
- روث کلیفورد - بالرین
- روی کولسون - دلقک
- جرج دیویس - نگهبان اتاق کریستین
- مادام فیورنزا - خدمتکار «جایگاه ویژه ۵»
- چزاره گراوینا - مدیر بازنشسته
- بروس کاوینگتن - موسیو مون‌شارمین
- ویلیام جی هامفری - موسیو دوبین
- جرج ب. ویلیامز - موسیو ریکار
- کارلا لملی - پریما بالرینا
- گریس ماروین - مارتا
- جان میلجن - والنتین
- رالف سه‌دَن - نقش نامشخص
- ویلیام تریسی - رت‌کچر (پیغام‌رسان اشباح)
- آنتون واورکا - سوفلور (سخن‌رسان پشت صحنه)
- اِلینور وَندِرویر در نقش یکی از تماشاگران اپرا

### بازیگرانِ صحنه‌های حذف‌شده
- آلیو آن آلکورن - لاسورلی
- چستر کانکلین - خدمتکار
- وارد کرین - کُنت روبوف
- وُلا ویل - ندیمهٔ کریستین
- ادیث یورک - ماما والریوس

## مراحل تولید
در سال ۱۹۲۲ کارل لملی رئیس شرکت یونیورسال استودیوز به منظور گذراندن تعطیلات به پاریس رفت. در آنجا بود که دیداری نیز با گاستون لورو داشت و ضمن این دیدار به او گفت که سالن اپرای پاریس (کاخ گارنیه) مورد توجه‌اش واقع شده و آن را تحسین می‌کند. گاستون لورو نسخه‌ای از نمایشنامهٔ شبح اپرای خود را به او داد و کارل لملی همان شب، تمام آن را خواند و با در نظر داشتن هنرِ بازیگریِ لان چینی، حق ساخت فیلم از روی آن را، خریداری کرد.
مراحل اولیهٔ تولید فیلم، از اواخر سال ۱۹۲۴ آغاز شد؛ اما کارها به خوبی پیش نرفت. بنا به گفتهٔ «چارلز ون انگر» فیلمبردارِ فیلم، در مدت تصویربرداری، لان چینی و سایر بازیگران، روابط صمیمانه‌ای با روپرت جولیان کارگردان فیلم نداشتند. اولین نسخهٔ تدوین شدهٔ فیلم را در ۷ ژانویه و ۲۶ ژانویه ۱۹۲۵ در لس آنجلس بازبینی و برای عده‌ای معدود، اکران نمودند. موسیقی متنِ اولیهٔ را «جوزف کارل بریل» نوشت؛ اما مشخص نیست که اجزاء این موسیقی چه چیزی بود، بجز آنچه خودِ یونیورسال استودیوز اعلان نمود: "یک موسیقی ارکسترال کامل، از «جوزف کارل بریل» سازندهٔ موسیقی متن فیلم تولد یک ملت". آنچه دقیقاً در دفترچه راهنمای فیلم در روز نمایش نخستین این نسخه از فیلم، نوشته شده چنین است: "خبرنامهٔ داخلی یونیورسال استودیوز مدعی است که ارکستر، مشتمل بر ۶۰ ساز و نوازنده است." مجلهٔ «دنیای فیلم» نوشت "موسیقی فاوست به عنوان موسیقی متن بکار رفته‌است."
به دلیل نقدها و بازخورهای منفی، از نمایش عمومیِ این نسخه از فیلم منصرف شدند. سپس با توصیه‌های لان چینی و دیگران، یونیورسال استودیوز از روپرت جولیان خواست تا سکانس‌های فیلم، دوباره تصویربرداری شود و سبک و سیاق روایتِ داستان نیز تغییر یابد؛ چرا که بیم آن می‌رفت یک فیلم ملودرام گوتیک ترسناک، هزینهٔ سنگینِ ساخت فیلم را بازنگرداند. همین موضوع باعث شد که روپرت جولیان از ادامه همکاری و ساخت مجدد فیلم، سرباز زده و انصراف دهد.
این بار ادوارد سجویک مأموریت یافت تا بیشتر صحنه‌های فیلم را تصویربرداری و کارگردانی نماید. به درخواست او، فیلم‌نامه‌نویسان، صحنه‌های دیگری برای فیلم نوشتند. نتیجه آن شد که فیلم مبدل به یک کمدی رمانتیک با چاشنی اکشن گردید. برای لحظات خنده‌دار فیلم هم از حضور چستر کانکلین بهره گرفتند و در نهایت فیلم را در ۲۶ آوریل ۱۹۲۵ در سان فرانسیسکو، برای عده‌ای محدود از تماشاگران اکران نمودند. فیلم نه تنها مورد توجه قرار نگرفت، بلکه آن را در حین نمایش، هو کردند. یک منتقد فیلم اظهار داشت «فیلم به حدِ تهوع‌آوری، نازل است.»
نسخه سوم و نهایی فیلم حاصل کارِ دو تدوین‌کنندهٔ کهنه‌کار و کارکشتهٔ یونیورسال استودیوز یعنی «لوئیس وبر» و «موریس پیوار» است. این دو، کل فیلم را به ۹ حلقه کاهش دادند و اغلب صحنه‌های کارگردانی شده توسط ادوارد سجویک را حذف کردند؛ به استثنای سکانس آخر که در آن عده‌ای از مردم خشمگین، «شبح» را تعقیب کرده و سپس او را بداخل رودخانهٔ سن می‌اندازند. پس از آن، بیشتر صحنه‌های ساخته شده توسط روپرت جولیان را مجدداً تدوین نموده و به فیلم افزودند. با این حال چند صحنه مهم و تعدادی از شخصیت‌های داستان، همچنان ناقص مانده بود. این نسخه از فیلم در ۶ سپتامبر ۱۹۲۵ در «سینما استور» واقع در نیویورک اکران شد و بعد از آن در ۱۷ اکتبر ۱۹۲۵ در هالیوود نیز به نمایش درآمد. برای نسخه اکران شده در نیویورک در روز اول، قرار بود «پروفسور گوستاو هینریش» موسیقی بسازد، اما چون موسیقی‌اش در آن روز آماده نشده بود، «یوجین کونت» یک موسیقی انتخابی مشتمل بر آریاهای فرانسوی و قطعاتی کوتاه از موسیقی فاوست فراهم آورد. یونیورسال استودیوز از هیچ هزینه‌ای برای این کار دریغ نکرد. آن‌ها حتی یک ارگ بزرگ خریدند و آن را در سال «سینما استور» نصب کردند. (در آن هنگام، سینماها برای اجرای موسیقی متن فیلم، یک ارکستر کوچک داشتند و فاقد ابزارآلات موسیقی نظیر ارگ بودند)

### چهره‌آرایی

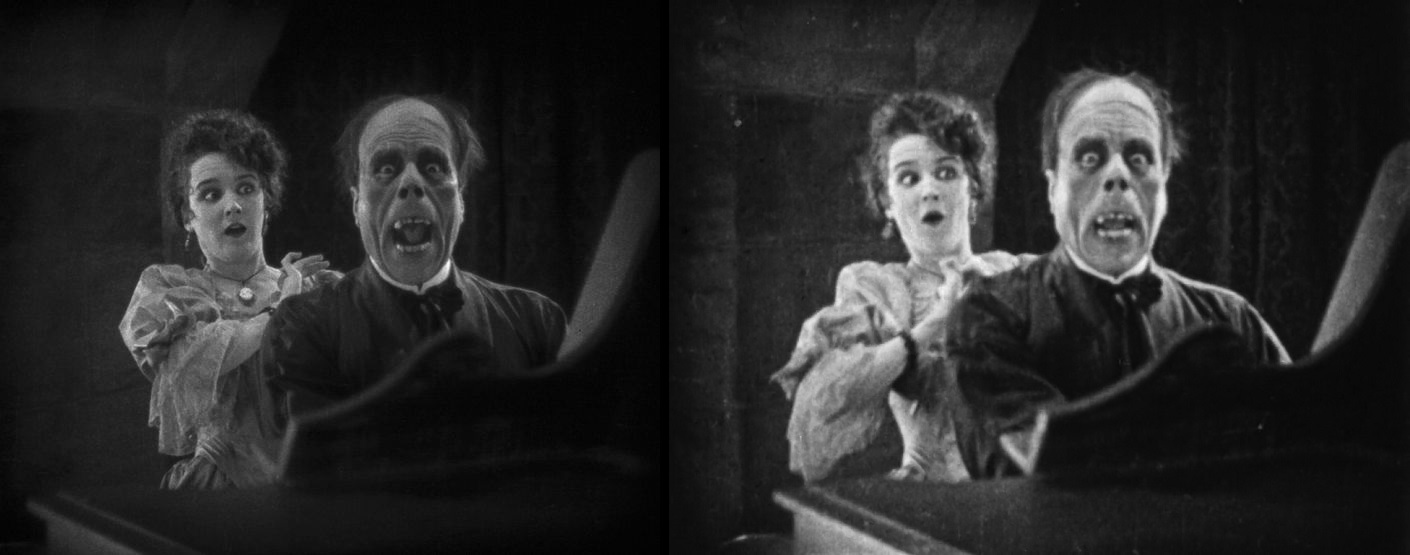
گفته شده، لحظه‌ای که در این فیلم، صورتک از چهرهٔ «شبح» برداشته شد، عده‌ای از تماشاگران سینما، غش کردند. تصویر سمت راست مربوط به نسخهٔ اصلی فیلم (۱۹۲۵) است و تصویر سمت چپ مربوط به نسخهٔ بازسازی‌شدهٔ فیلم در سال ۱۹۳۰ که در آرشیو «موزهٔ ایستمن» موجود بود.

پس از موفقیت فیلم «گوژپشت نتردام» در سال ۱۹۲۳، به لان چینی اجازه دادند تا همچون فیلم‌های گذشته، چهره‌آرایی صورتش را خود به‌عهده بگیرد؛ عادت و روشی که دیگر همچون فیلم‌هایش زبانزد خاص و عام شده بود. چینی، گودی چشمهایش را تیره کرد و نمایی شبیه جمجمه به چشمانش داد. او نوک دماغش را با سیمهای مخصوص بالا کشید و حفرات بینی‌اش را بزرگ‌تر کرد و تعدادی دندانِ بزرگ و مُضرسِ مصنوعی در دهانش قرار داد تا آن قیافهٔ بدشکل و رنگ‌پریدهٔ شبح‌مانند ایجاد شود. می‌گویند هنگامی که تماشاگران برای نخستین بار، آنجا که شخصیت کریستین صورتک را از چهرهٔ شبح برمی‌دارد، این قیافهٔ دهشتناک را در سالن سینما دیدند، از وحشت فریاد کشیده یا غش کردند.
بازی چینی در این فیلم در نقش «شبح»، دقیق‌ترین تصویری است که از این شخصیتِ کتاب، نمایش داده شده‌است. در کتاب دقیقاً ذکر شده‌است که «شبح» قیافه‌ای جمجمه‌شکل دارد و چندین حلقه موی مشکی به دوطرف سرش ریخته شده‌است. همچنین در کتاب آمده‌است که «شبح»، به‌طور مادرزادی این قیافه وحشتناک را دارد و در این فیلم هم، این نکته رعایت شده‌است؛ حال آنکه در فیلم‌هایی که در سال‌های بعدی ساخته شد، قیافهٔ بدِ شبح را به سوختن با «آتش» یا «اسید» منتسب نموده‌اند.

### استودیو ۲۸

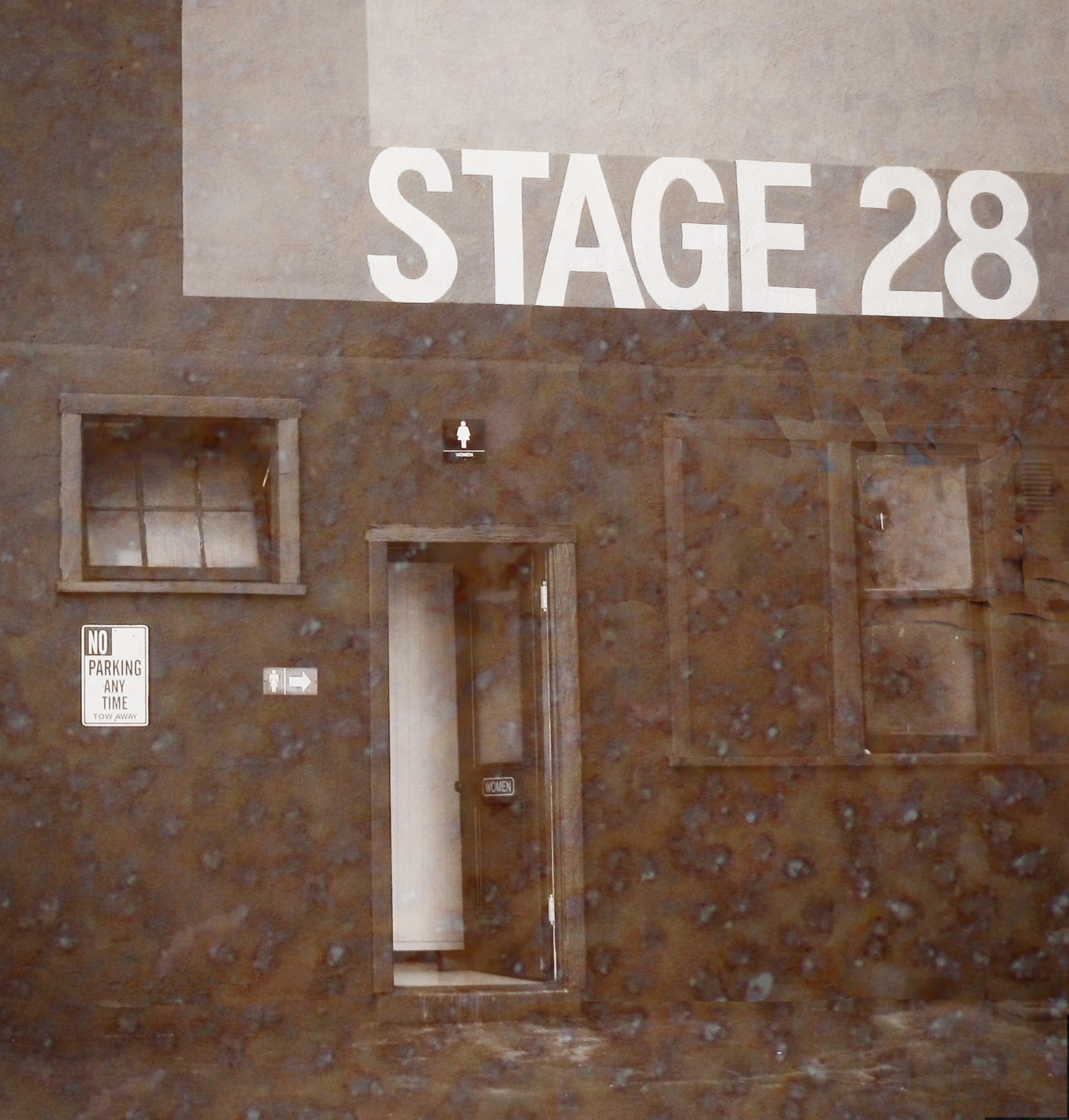
استودیو ۲۸، محل ساخت و تصویربرداری این فیلم

برای ساخت صحنه‌های داخلی مربوط به «سالن اپرای پاریس»، کارل لملی قرارداد ساخت یک استودیوی عظیم ضد صدا را به امضا رساند که به استودیو ۲۸ شهرت یافت. چون قرار بود دکورها و آرایه‌های سنگین فراوانی در داخل این ساختمان بکار رود، این استودیو، اولین استودیویی است که در ساخت آن از بتُن و میل‌گرد فولادی استفاده شد و به همین دلیل، تا سال ۲۰۱۴ پابرجا بود و آن را خراب نکردند. در واقع، تا قبل از تخریب آن در سپتامبر ۲۰۱۴ میلادی، این ساختمان، قدیمی‌ترین دکور سینمایی بکار رفته در یک فیلم بود و بعدها در ساخت صدها فیلم و سریال نیز بکار گرفته شد. به عنوان مثال، در سال ۲۰۱۱ والت دیزنی از آن برای ساخت فیلم «ماپت‌ها» استفاده نمود. در سال ۲۰۱۴، دکور داخلی «سالن اپرای پاریس» را تعمیر و بازسازی نموده و آن را جهت حفظ و نگهداری به انبار شرکت یونیورسال استودیوز منتقل کردند. آنگاه در ۲۳ سپتامبر ۲۰۱۴، ساختمان استودیو ۲۸ کوبیده و تخریب شد.

## بازخوردها
«موردانت هال» منتقد سینمایی روزنامهٔ «نیویورک تایمز»، دیدگاه مثبتی نسب به فیلم داشت و آن را فیلمی دیدنی توصیف کرد، اما معتقد بود داستان‌پردازی و بازی‌ها می‌توانست بهتر از این هم باشد. مجله تایم دکور و صحنه آرایی را ستود، اما فیلم را تنها «خیلی خوب» ارزیابی کرد. (و نه عالی)
با وجودِ مشکلات پیش آمده در مراحلِ تولید و ساخت، این فیلم در گیشه موفق بود و در مجموع ۲ میلیون دلار فروش داشت.

## بازنشر فیلم در سال ۱۹۳۰ به صورت ناطق
پس از ابداع و ساخت موفقیت‌آمیز فیلم‌های ناطق در حوالی سال‌های ۲۹–۱۹۲۸، یونیورسال استودیوز اعلام نمود، حقوق قانونی ساخت دنبالهٔ این فیلم را نیز در اختیار دارد؛ فیلمی که قرار بود «بازگشت شبح» نام داشته باشد و ناطق و رنگی باشد. یونیورسال استودیوز دیگر نمی‌توانست از هنرنمایی لان چینی برای این فیلم جدید بهره بگیرد، چرا که وی اینک، با مترو گلدوین مایر قرارداد بسته بود و علاوه بر آن، بی‌آنکه آن‌ها مطلع باشند، به دلیل ابتلا به سرطان گلو، مریض‌احوال بود. بیماریی که، سرانجام یک سال بعد، او را از پا درآورد.
یونیورسال استودیوز از ساخت این دنباله، منصرف شد و تصمیم گرفت یک نسخه جدید از فیلم قبلی را با دیالوگ‌های نو، جلوه‌های ویژه و موسیقی متنِ جدید بازنشر کند. به همین منظور دو کارگردان به نام «ارنست لامله» و «فرانک مک‌کورمیک» در اواسط اوت ۱۹۲۹، حدود نیمی از صحنه‌های فیلم را به صورت ناطق کارگردانی کردند و برای باقیماندهٔ فیلم، موسیقی متن و جلوه‌های صوتی ویژه ساختند. موسیقی فیلم را «جوزف چرنیاوسکی» ساخت. ماری فیلبین و نورمن کری دوباره در نقش‌های قبلی خود ظاهر شدند و «ادوارد ارتیندل»، «جرج ب. ویلیس»، «فیلیپس اسمَلی» «ری هولدرنس» و «ادوارد دیویس» به جمع بازیگران این نسخهٔ جدید پیوستند تا خلاء برخی بازیگران قبلی را پر کنند. یونیورسال استودیوز نمی‌توانست به دلیل مسائل قانونی، از لان چینی و صدای او در صحنه‌های مربوط به خودش استفاده کند، در نتیجه مجبور شدند دیالوگ‌های او را با صدای شخص دیگری ضبط کرده و بر روی فیلم بگذارند. (در عنوان بندی فیلم نامی از این شخص برده نشده ولی احتمال دارد که صدای «فیلیپس اسمَلی» باشد) از آنجایی که علاقه‌مندان سینما منتظر بودند تا فیلمی با صدایِ واقعی لان چینی ببینید؛ در تبلیغات این فیلم تأکید شد که "صحنه‌های مربوط به نقش او، صامت است!"
نسخهٔ ناطق این فیلم سرانجام در ۱۶ فوریه ۱۹۳۰ نمایش داده شد که حدود ۱ میلیون دلار دیگر فروش کرد. این نسخهٔ ناطق اکنون از بین رفته و دیگر در دسترس نیست و تنها دیسک‌های صوتی آن باقی‌مانده‌است.
موفقیت فیلم «شبح اپرا» موجب شد تا یونیورسال استودیوز دست به تولید تعداد بیشتری فیلم ترسناک بزند که از آن میان، می‌توان به «دراکولا» (۱۹۳۱)، «فرانکنشتاین» (فیلم ۱۹۳۱)، «مومیایی» (۱۹۳۲)، «مرد نامرئی» (۱۹۳۳) و «مرد گرگ‌نما» (۱۹۴۱) اشاره نمود. بیشتر این فیلم‌ها اکنون، فیلم‌های کلاسیک این سبک محسوب می‌شوند.

## تفاوت‌های روایت این فیلم با رمان اصلی
گرچه این نسخه از فیلم را، وفادارترین و نزدیک‌ترین نسخه تصویری به رمانِ «شبح اپرا» می‌دانند، اما همچنان، تفاوت‌های فاحش زیادی با داستانِ اصلی وجود دارد که برخی از آنان به شرح زیر است:
- در فیلم، «موسیو دوبی‌ین» و «موسیو پولینی»، "مالکیت" سالن اپرا را به «موسیو مون‌شارمین» و «موسیو ریشار» واگذار می‌کنند؛ اما در کتاب، تنها مدیران قبلی می‌روند و جایشان را به مدیران جدید می‌دهد.
- در کتاب، شخصیت «لِدو» یک ایرانی مرموز است که با «شبح» آشنایی قبلی دارد. در فیلم اما، «لدو» یک کارآگاه فرانسویِ پلیس مخفی است و هیچ‌گونه آشنایی قبلی با «شبح» ندارد. این تفاوت، در فیلمنامهٔ اولیه وجود نداشت؛ اما بعداً در زمان ویرایش بخش‌های توصیفی صحنه‌ها در فیلمنامه، تغییر کرد.
- در کتاب اصلی، «اریک» (شبح) در کشور ایران تحصیل کرده‌است. در فیلم، «اریک» از «زندان شیطان» (نام یک تبعیدگاه واقعی در گویان فرانسه) فرار کرده و در جادوگری استاد است.
- فیلمسازان، در آغاز تصمیم داشتند بخش پایانی کتاب را به همان صورت حفظ کنند: پس از آنکه «کریستین» اقامتگاه او را ترک می‌کند، «شبح» به دلیل غم فراق و دلشکستگی، پشت ارگ خود جان می‌دهد و بعد صحنه‌هایی از ماه‌عسل «رائول» و «کریستین» به نمایش درمی‌آید. پس از اکران محدود و اولیه فیلم، چون تماشاگران به این پایانِ فیلم، واکنش خوبی نشان نداند، استودیوی فیلمسازی تصمیم گرفت پایانی هیجان‌انگیز برای آن بسازد. در نتیجه ادوارد سجویک را انتخاب کردند و او، ابتدا یک صحنه تعقیب و گریزِ مهیج و گیرا برای فیلم ساخت. سپس در ادامه، «شبح»، پس از نجات جان «رائول» و «سربازرس لِدو» و رها کردن آنان، «کریستین» را با خود برده و سوار بر کالسکهٔ رائول، فرار می‌کند. در سکانس تلخ و شیرین آخر نیز، عده‌ای از مردم خشمگین، با تعقیب و به دام انداختن «شبح»، او را تا حد مرگ زده و به جسدش را به درون رودخانه سن می‌اندازند.

| لان چینی در شبح اپرا | لان چینی در شبح اپرا |
| -------------------- | -------------------- |
|                      |                      |

## حفظ و نگهداری فیلم
بهترین نسخهٔ این فیلم، نمونه‌ای بود که از نگاتیوهای موجود در بایگانی «موزهٔ جرج ایستمن» در اوایل دهه ۵۰ میلادی، توسط یونیورسال استودیوز تهیه شد. نسخه اصلی ۱۹۲۵ فیلم، تنها به صورت نمونه‌های ۱۶ میلی‌متری و «جهت نمایش در منزل» توسط یونیورسال استودیوز در دهه ۳۰ میلادی و با استفاده از نگاتیوهای اصلی فیلم، تهیه شده بود و تعدادی اندکی از آنان موجود است که هیچ‌یک کامل نیست.
چون نسخهٔ «موزهٔ جرج ایستمن» از همهٔ نمونه‌های دیگر بهتر است، بسیاری از نسخه‌های ویدئویی خانگی بعدی از این فیلم، از روی آن کپی شده‌است. در این نسخه «مری فابین» در نقش «کارلوتا» (خواننده اصلی اپرا) ایفای نقش کرده‌است و ویرجینیا پیرسون که در نسخهٔ اصلی، نقش «کارلوتا» را ایفا کرده بود، در اینجا، در نقشِ «مادر کارلوتا» ظاهر می‌شود. بیشتر بخش‌های صامت فیلم در نسخه ۱۹۳۰، از برداشت‌های یک دوربین ثانویه بود که در آن هنگام به منظور تصویربرداری و انتشار آن، در بازارهای خارجی بکار گرفته می‌شد. در واقع به بررسی دقیق دو نسخهٔ ۱۹۲۵ و ۱۹۳۰ در کنارهم، مشخص است که کادربندی این‌دو در صحنه‌های مشابه، اندکی متفاوت و از زاویه‌ای دیگر، اما نزدیک به هم است.
برای آن نسخه‌ای که در سال ۲۰۰۳ توسط «ایمیج انترتینمنت/فوتوپلی پروداکشنز» در ۲ دی‌وی‌دی عرضه شد، صدای بکار رفته در نسخه ۱۹۳۰ را ویرایش و تدوین مجدد نمودند تا هرچه بهتر، منطبق بر نسخه اصلی ۱۹۲۵ باشد؛ اگرچه اینکار خالی از اشکال نبود. به عنوان مثال، هیچ صوت و صدایی، برای سکانس «مرد فانوس به‌دست» موجود نبود. اگرچه بخش‌های صامت فیلم با موسیقی و جلوه‌های صوتی بکار رفته، همخوانی کامل دارد؛ اما بخش‌های ناطق دی‌وی‌دی، کوتاهتر از نسخهٔ اولیه است. (در نسخه ۱۹۳۰، حدود ۶۰ درصد از سکانس‌ها ناطق بودند). همچنین در نسخهٔ اولیه، صوت و تصویر، به صورت ۲۴ فریم در ثانیه ضبط شده بود؛ حال آنکه در دی‌وی‌دی سرعت پخش فریم‌ها در هر ثانیه، آهسته‌تر است و به همین سبب، صدای فیلم را به‌گونه‌ای تدوین کردند که با آن سرعت کم، همخوانی داشته باشد.
در ۱ نوامبر ۲۰۱۱، «ایمیج انترتینمنت» یک نسخه «بلو-ری» از نمونهٔ اصلاح شده توسط «انجمن حفظ و نگهداری فیلم» (متعلق به دیوید شپرد) را منتشر کرد.

### معمای نسخهٔ موزه ایستمن
مشخص نیست که نگاتیوهای به کار رفته برای تهیه نسخهٔ «موزه ایستمن»، دقیقاً کدام نگاتیوها بودند و به چه منظور تهیه شده بودند. در این نسخهٔ به‌خصوص، نمایی از یک «مردِ فانوس به‌دست» وجود دارد که در یک برداشت طولانی و لاینقطع، تصویربرداری شده‌است؛ اما عنوان یا دیالوگی برایش وجود ندارد (یا باقی نمانده‌است). به نظر می‌رسد که این سکانس، جزء بخش‌های ناطق فیلم بوده‌است که در نسخه ۱۹۲۵ هم وجود داشته، ولی این‌بار آن را از بدنهٔ فیلم جدا کرده و یک نمای نزدیک جدید از این «مرد فانوس به‌دست» هم فیلمبرداری و بدان اضافه کرده‌اند. جالب اینکه این صحنه، به‌علاوهٔ صحنهٔ مربوط به خوانندگی «مری فابین» در نقش «کارلوتا» و نیز اجرای ماری فیلبین در تالار اپرا، همگی با سرعت ۲۴ فریم در ثانیه (یعنی ویژهٔ نسخه‌های ناطق) ضبط شده‌است و بعداً به آن اضافه شده‌است (که بدان معناست که همگی دوباره تصویربرداری و کارگردانی شده‌اند). شخصیتِ «مرد فانوس به‌دست» هم به‌درستی معلوم نیست. احتمال دارد این شخصیت، همان «ژوزف بوکهٔ» داستان باشد، اما یک نمای نزدیک کوتاه، باقی‌مانده از سال ۱۹۲۵، نشان می‌دهد که بازیگر این شخصیت، «برنارد سیگل» (که نقش «ژوزف بوکه» را بازی کرده بود) نیست. در نسخه جدید ممکن است شخص دیگری را جایگزین کرده باشند، اما چون نمای نزدیکی از این شخص در نسخهٔ ۱۹۳۰ موجود نیست و به دلیل نحوهٔ نورپردازیِ صحنه نیز، صورت او محو است، هویت او مشخص نیست.
در آن هنگام مرسوم بود که سکانسها را با دو یا چند دوربین، به‌طور هم‌زمان و در کنار هم، فیلمبرداری می‌کردند: یک نسخه برای استفاده محلی در همان کشور سازنده و یک یا چند نسخه دیگر، برای نمایش در کشورهای خارجی. خوشبختانه راش‌هایی از این فیلم‌های هم‌زمان موجود است و با مقایسه دقیق آن‌ها، مشخص می‌گردد:
1. بیشتر تصاویر از زوایای اندکی متفاوت، فیلمبرداری شده‌است. (یعنی دوربین‌ها در کنار هم بوده‌اند)
2. برداشت‌های متفاوتی از صحنه‌های مشابه، وجود دارد.
3. صحنه‌های ۲۴ فریم بر ثانیه، جایگزین صحنه‌های صامت شده‌است.
4. تفاوت‌هایی در دیالوگ‌های بازنویسی‌شده و یادداشتهای مربوط به شرح صحنه‌ها (اما با یک قلم ثابت) دیده می‌شود.

بنابراین، چند فرضیه برای منشأ اولیه این نگاتیو وجود دارد:
1. این نسخه، از روی «نسخهٔ ناطق بین‌المللی» تهیه شده‌است.
2. این نسخه، از نمونهٔ اولیه و اصلی که در سینماها اکران شد، تهیه شده‌است.
3. این نگاتیو را برای نسخهٔ مرجعِ یونیورسال استودیوز، تهیه کرده بودند.

### نسخهٔ ناطق بین‌المللی

دو صحنهٔ مقایسه‌ای از میان‌متن‌های توصیفی نسخهٔ ناطق فیلم در ۱۹۳۰، در کنار هم: در سمت چپ، نمونهٔ رنگی‌شدهٔ فیلم به روش تکنی‌کالر دیده می‌شود که اکنون به صورت ۳۵ میلی‌متری موجود است. در سمت راست، نسخه تهیه‌شده از نمونهٔ ۱۶ میلی‌متری فیلم (و نه نسخهٔ «موزهٔ ایستمن») دیده می‌شود که دیگر موجود نیست.

نمونه‌های بین‌المللی این فیلم، نسخه ناطق آن بود که کمپانی تهیه‌کننده به این نتیجه رسیده بود، دوباره ساختن فیلم به یک زبان دیگر، ارزش هزینه کردن ندارد. این نسخه از فیلم، به منظور فروشِ هرچه بهتر - در آن تب و اشتیاق عمومی برای تماشای یک فیلم صدادار - عرضه می‌شد. اصولاً در دهه ۳۰ میلادی هر فیلم ناطقی در فروشِ گیشه موفق بود؛ در حالی که بیشتر تماشاگران، دیگر رغبتی برای تماشای فیلم صامت نداشتند. البته این نسخه ناطق، در واقع بیشتر صامت بود و تنها سکانس‌های اندکی از «کلام» و «حرف‌زدن» داشت؛ اما چون با موسیقی و جلوه‌های صوتی هم‌زمان عرضه می‌شد، می‌شد آن را به عنوان یک فیلم ناطق، جا زده و برایش تبلیغ نموده و در بازارهای خارجی به فروش رساند.
برای تهیه آن، روی تمام صحنه‌های با کلام فیلم، (آنجا که شخصیت‌ها حرف می‌زنند) موسیقی گذاشته و به جای آن از چندین «میان‌متن» با زبان محلیِ مورد نظر استفاده کردند. بخش‌های آوازی و صحنه‌های بی کلام را تغییری ندادند.
دیسک‌های صوتی فعلی فیلم که باقی مانده، مربوط به نسخه آمریکایی آن است و در نتیجه همزمانی صوتی-تصویری با تصاویر نسخه بین‌المللی باقی ماندهٔ، ندارد (چرا که، بخش‌هایی از تصاویر فیلم خلاصه و کوتاه شده بود) البته هیچ مدرک معتبری وجود ندارد که نشان دهد نسخه بین‌المللی فیلم واقعاً چگونه و به چه صورت بوده‌است. وانگهی، تنها یک نسخه نگاتیو از این فیلم برای کل کشورهای اروپایی تهیه و ارسال شد. این نگاتیو در همان‌جا باقی ماند و هیچ اثری از آن به‌دست نیامده است. آنچه در حال حاضر موجود است، نگاتیوی است که هیچ اثری از فرسودگی و کهنگی در آن مشهود نیست. (و معلوم نیست از کجا آمده‌است)

### نسخهٔ صامت
در دوران‌گذار از فیلم‌های صامت به ناطق، پخش هم‌زمان نسخه صامت و ناطق فیلم در کنارهم در سینما رایج بود، به‌ویژه در مورد فیلم‌هایی که توسط یونیورسال استودیوز تهیه می‌شد که جزء کمپانی‌های فیلم‌سازی‌ای بود که سیاست صامت/ناطق خود را تا مدت‌ها حفظ کردند. یک فرضیه هم در مورد آن فیلم موجود در «موزهٔ ایستمن» آن است که آن فیلم، نسخه‌ای صامت بود که برای سینماهایی که تجهیزات صوتی و توانِ پخش صوت را نداشتند، تهیه شده بود.
از طرفی، با استناد به مجلات تخصصی سینما در آن دوران، فقط نسخه ناطق فیلم، در آن هنگام موجود بود. پس یک احتمال دیگر آن است که یونیورسال استودیوز با بهره‌گیری از راش‌های استفاده‌نشدهٔ فیلم، یک نسخه صامت ساخته‌است (نگاتیوهای اصلی فیلم، بر اساس آنچه در نسخ خانگی عرضه‌شده دیده می‌شود، به‌شدت آسیب دیده و از بین رفته بود) اما تصمیم گرفت تا آن را کنار بگذارد و پخش نکند. از این گذشته، در دهه ۱۹۳۰، صاحبان سینماها، دیگر تمایلی برای پخش فیلم‌های صامت نداشتند و استودیوهای فیلم‌سازی مجبور بودند بر روی فیلم‌های صامت خود، موسیقی و جلوه‌های صوتی بگذارند. در نتیجه، استودیوها دیگر مثل سابق، وقت و هزینه خود را برای ایجاد یک نسخه صامت اضافی از فیلم، تلف نمی‌کردند. (این گونه فیلم‌ها را برای مناطق دورافتاده که امکانات پخش صوت نداشتند، تهیه می‌کردند). در نتیجه، اگر نمونهٔ موجود فعلی، نسخه‌ای صامت از فیلم باشد، می‌توان فهمید که چرا یونیورسال استودیوز آن را نگه داشته‌است و آثاری از خرابی یا فرسودگی در آن دیده نمی‌شود.

### نسخهٔ رنگی

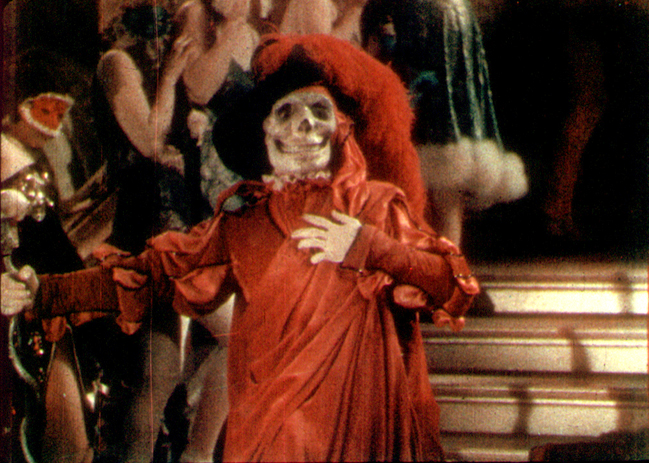
صحنه مهمانی بالماسکه که در آن از سیستم تکنی کالر استفاده شده‌است.

با استناد به هفته‌نامهٔ سینمایی «هریسونز ریپورتز» در آن دوره، ۱۷ دقیقه از فیلم منتشر شده در ۱۹۲۵، رنگی بوده‌است و در نسخهٔ ناطق ۱۹۳۰ هم آن بخش‌ها را حفظ کرده بودند. یادداشتها و مدارک باقی‌مانده از کمپانی تکنی کالر، حاکی از وجود ۴۹۷ فوت فیلم رنگی است. با استناد به مطالب مجلات تخصصی سینما در آن دوره و همچنین نقدهای منتقدان، تمام صحنه‌های «اپرای فاوست» و نیز صحنه‌های مهمانی بالماسکه، با روش تکنی کالر ۲ رنگ، تصویربرداری شدند. (اینک، فقط صحنه‌های رنگی مربوط به بالماسکه باقی‌مانده‌است) شنلِ «شبح» را در صحنهٔ پشت‌بام، با روش رنگ‌آمیزی «هندشیگل» به رنگ قرمز درآوردند. در نسخه ترمیم شدهٔ ۱۹۹۶ توسط کمپانی «فوتوپلی پروداکشنز/کوین براونلو» همین کار را با روش «رنگ‌آمیزی کامپیوتری» انجام دادند.
همانند بسیاری از فیلم‌های سیاه و سفید آن دوران، سایر بخش‌های فیلم را با رنگ‌های گوناگون رنگ کردند تا حال و هوای مورد نظر را در صحنه‌ها ایجاد کنند؛ مثلاً «کهربایی» برای صحنه‌های داخل ساختمان، «آبی» برای صحنه‌های شب، «سبز» برای صحنه‌های رازآلود، «قرمز» برای آتش و تابش آفتاب و «زرد» برای صحنه‌های خارج ساختمان در روز.

## میراث فرهنگی
کتابخانه کنگره این فیلم را «به‌لحاظ فرهنگی پُر اهمیت» قلمداد کرد و در سال ۱۹۹۸ آن را جهت حفظ و نگهداری دائمی به فهرست ملی ثبت فیلم افزود.
از آنجایی که یونیورسال استودیوز موفق نشد تا حق تکثیر این فیلم را در سال ۱۹۵۳ تمدید کند، این فیلم اکنون در مالکیت عمومی قرار دارد و دانلود آن از بایگانی اینترنتی برای عموم آزاد است. این فیلم همچنین دستمایهٔ شوخی و طنز در یک فیلم موزیکال کمدی به نام شبح بهشت و نیز در رمان «لباس مبدل» اثر تری پرچت بود.
«مجله براوو»، این فیلم را در رتبه ۵۲ از فهرست «۱۰۰ صحنه از ترسناک‌ترین فیلم‌ها» قرار دارد. همچنین بنیاد فیلم آمریکا آن را در فهرست «۱۰۰ سال…۱۰۰ فیلم» قرار دارد. «کلاب فوت ارکسترا» که یک گروه موسیقی آوانگارد جاز است، یک موسیقی فیلم جدید برای آن نوشته و آن را به صورت زنده و هم‌زمان با پخشِ کامل فیلم، برای حاضران اجرا کرد.
بعدها یونیورسال استودیوز، ۴ مرتبه در ساختِ اقتباس سینمایی از این رمان یا توزیع و پخش آن شرکت داشت. اولین بار خودشان در سال ۱۹۴۳، این فیلم را بازسازی نمودند. سپس در سال ۱۹۶۲ وظیفه پخش و انتشار نسخه‌ای دیگر از فیلم را به‌عهده گرفتند. همچنین پخش و انتشار نسخه ۲۰۰۴ فیلم در استرالیا و آمریکای لاتین، و پخش و انتشار نسخه نمایشی ۲۰۱۱ در رویال آلبرت هال، توسط یونیورسال استودیوز انجام پذیرفت.